# 琶莲城际铁路
琶莲城际铁路（工程名：穗莞深城际铁路琶洲支线），是中国广东省广州市的一条城际铁路，连接广佛环线的琶洲站和广惠城际的广州莲花山站。

## 线路概况

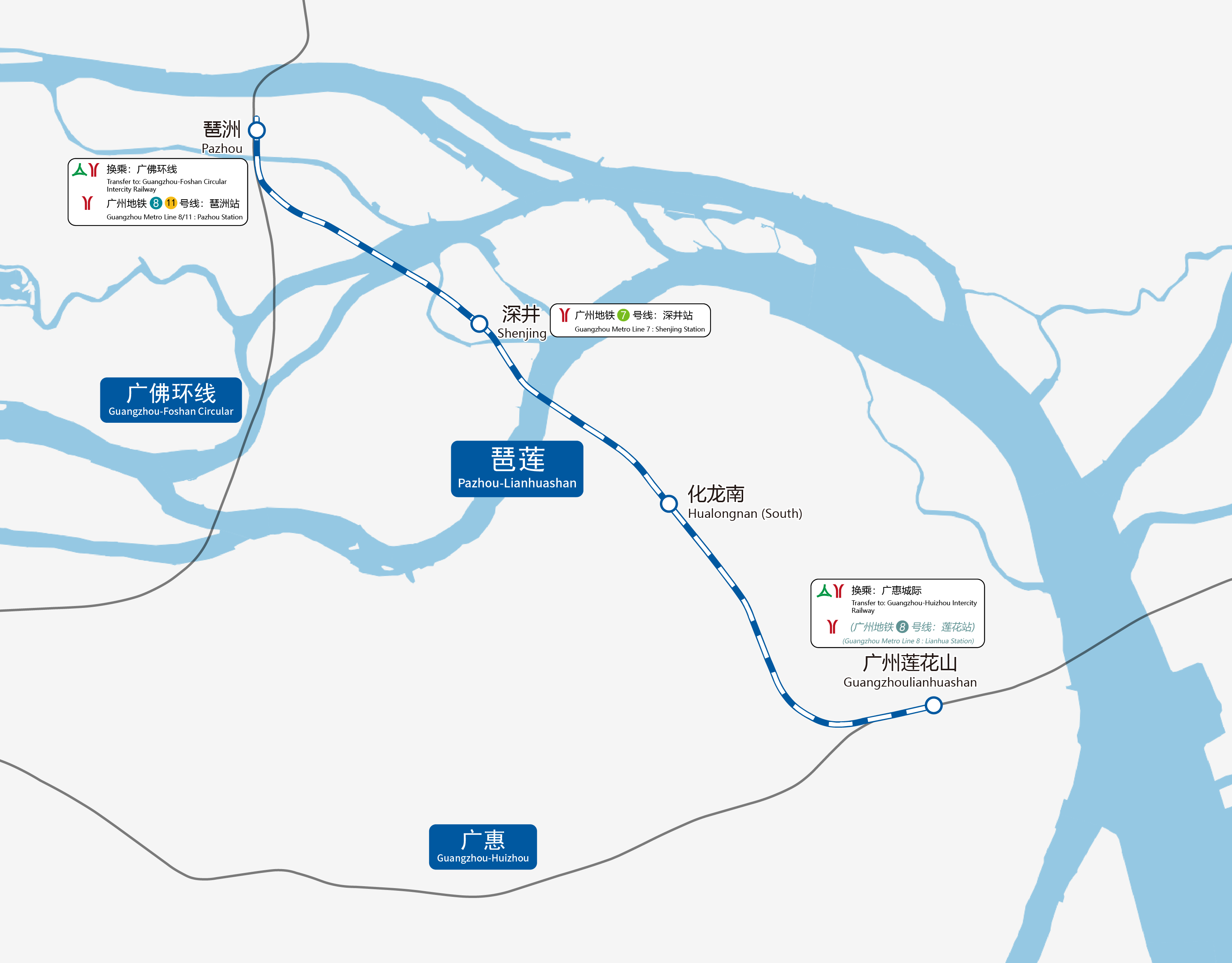
琶莲城际实际走向图

琶莲城际铁路自广佛东环琶洲站引出，相继下穿广州地铁4号线、新洲水道、新化快速路、广州地铁7号线后在大学城东侧长洲岛设深井站，出站后下穿番禺氮肥厂，并行新化快速路至化龙，设化龙南站，出站后沿化龙大道向东南行走，下穿京珠高速公路、石化公路后出地，接入广惠城际广州莲花山站。线路全长17.6公里，设计时速160km/h。广州莲花山站预留线路继续南延的条件。

## 历史

### 规划
2010年前后，穗莞深城际终点由鱼珠调整至新塘，线路亦从与莞惠城际在洪梅站共线进入广州市区调整为在望洪站（现东莞西站）十字交叉。为将城际线引入广州市区，在广东省政府与铁道部协调后，穗莞深城际除可在新塘站直通广深铁路三四线至广州东站外，还计划另行修建至琶洲的联络线。2012年，广东省与铁道部联合印发《珠三角城际轨道交通规划实施方案》，明确提出预留东莞（望洪）至琶洲支线。
穗莞深城际开通时虽可直通广深铁路至广州东站，但该线运能有限，无法满足穗深城际的需求。为完善珠三角城际线网，当局决定实施琶洲支线项目。2016年2月，广东省发改委正式批复同意穗莞深城际琶洲支线项目立项。
2016年，线路开始环评公示。此时期的规划走向为：从琶洲站引出后，向南依次下穿黄埔涌、珠江、新化快速路，然后在金洲南路上跨地铁7号线后设地下的大学城东站，而后下穿沥滘水道，至化龙镇西侧出地，设地面的化龙站，出站后线路转为高架，继续向南至莲花站与佛莞城际接轨。相较早期规划，琶洲支线线位向东偏移，以绕避海珠湿地公园和广州大学城。
2017年5月，在省市政府的协商下，全线除莲花站外的高架和地面段全部调整为地下，同时在莲花站增加线路继续南延的条件；线路随后重新环评。2018年，线路可行性研究报告和环评报告相继获得批复。

### 建设
2018年12月26日，本线正式开工建设。

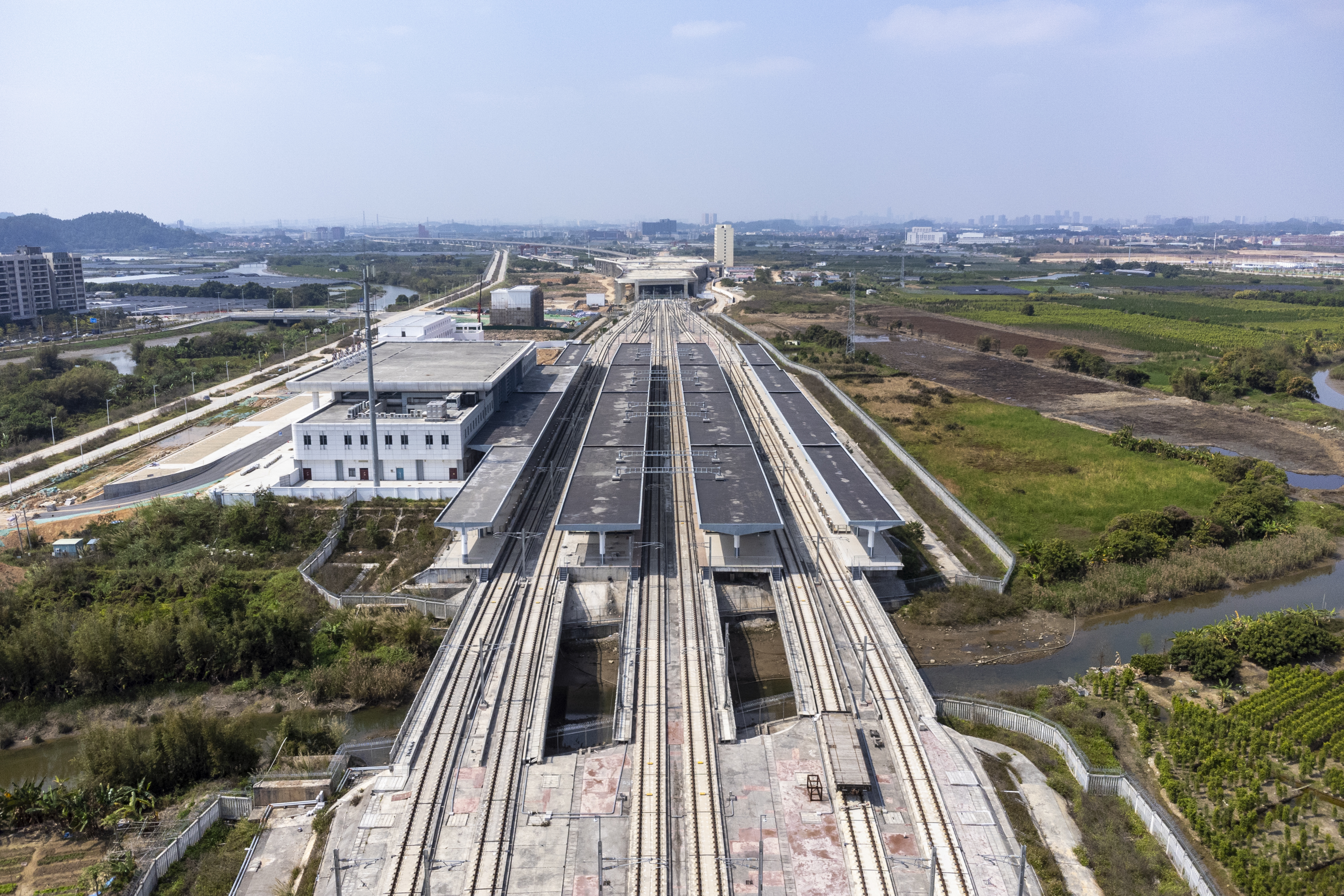
已基本建成，后随广惠城际开通的广州莲花山站（2023年2月）

2022年4月，贝岗公园明挖隧道至大学城东站右线贯通，成为该线首个双线贯通的区间。此后全线于2023年6月30日实现隧道贯通，2024年1月完成铺轨。12月1日，线路10kV电力贯通线成功送电。
2025年4月1日，本线开始静态验收工作。5月14日，本线接触网开始送电。同月30日，线路各车站完成“三权”移交。6月初，本线完成接入广州莲花山站施工。2025年7月25日，完成初步验收，同月31日完成安全评估。

## 车站及接驳路线
| 車站名稱                               | 换乘路线                                   | 所在區域 | 所在區域 | 啟用日期   |
| -------------------------------------- | ------------------------------------------ | -------- | -------- | ---------- |
| 琶莲城际铁路                           |                                            |          |          |            |
| 琶洲                                   | 广州东环城际 琶洲站：8号线、11号线、28号线 | 廣州市   | 海珠區   | 预计2025年 |
| 深井                                   | 深井站：7号线                              | 廣州市   | 黄埔區   | 预计2025年 |
| 化龙南                                 |                                            | 廣州市   | 番禺區   | 预计2025年 |
| 广州莲花山                             | 广惠城际 莲花站：8号线                     | 廣州市   | 番禺區   | 预计2025年 |
| 註釋                                   |                                            |          |          |            |
| - 所有以斜体标识的线路和车站均未开通。 |                                            |          |          |            |